# Lycenchelys ratmanovi
Lycenchelys ratmanovi är en fiskart som beskrevs av Andriashev, 1955. Lycenchelys ratmanovi ingår i släktet Lycenchelys och familjen tånglakefiskar. Inga underarter finns listade i Catalogue of Life.